# 杜德印
杜德印（1951年7月—），北京市人。中华人民共和国政治人物。曾任北京市人大常委会主任。中共第十六届中央候补委员。

## 生平
1972年12月参加工作，1974年7月加入中国共产党。中国人民大学农业经济系农业经济专业在职研究生结业，高级政工师。
1985年4月，任中共延庆县委书记。1989年3月，任中共北京市委农工委副书记。1994年7月，任中共北京市委农工委书记、党校校长（其间：1995年9月至1997年5月，在中国人民大学农业经济系农业经济专业在职研究生结业）。1997年7月，任中共北京市委常务副秘书长（正局级），北京市委秘书长、市委办公厅主任、市直机关工委书记。1997年12月，任中共北京市委常委、市委秘书长。2002年5月，任中共北京市委副书记、市委秘书长。2002年11月，任中共北京市委副书记。2006年3月，任中共北京市委副书记、市委党校校长、北京行政学院院长。2007年1月，任中共北京市委副书记、市委党校校长、北京行政学院院长，北京市人大常委会主任、党组书记。2007年5月，任北京市人大常委会主任、党组书记。2017年1月，不再擔任北京市人大常委會主任、黨組書記。2月，任全国人大民族委员会副主任委员。2018年2月24日，当选为第十三届全国人大代表。